# Daniel Agger
Daniel Munthe Agger (* 12. prosinec 1984) je bývalý dánský fotbalový obránce a reprezentant, který v naposledy hrál za klub Brøndby IF. Nejvýznamnější období kariéry strávil v klubu Liverpool FC, kde působil 9 let.

## Klubová kariéra
Agger okusil seniorský fotbal v Brøndby, kam přestoupil ve svých dvanácti letech, poprvé na začátku sezóny 2004/05. Nejenže se tehdy devatenáctiletý Agger ihned usadil v základní sestavě, ale stal se i klíčovou postavou celku, který na konci sezóny oslavil dánský titul. V průběhu tohoto ročníku získal navíc ocenění „talent roku“. To však nebylo všechno, na závěr sezóny ještě obdržel první pozvánku do národního týmu pro přátelské utkání s Finskem.

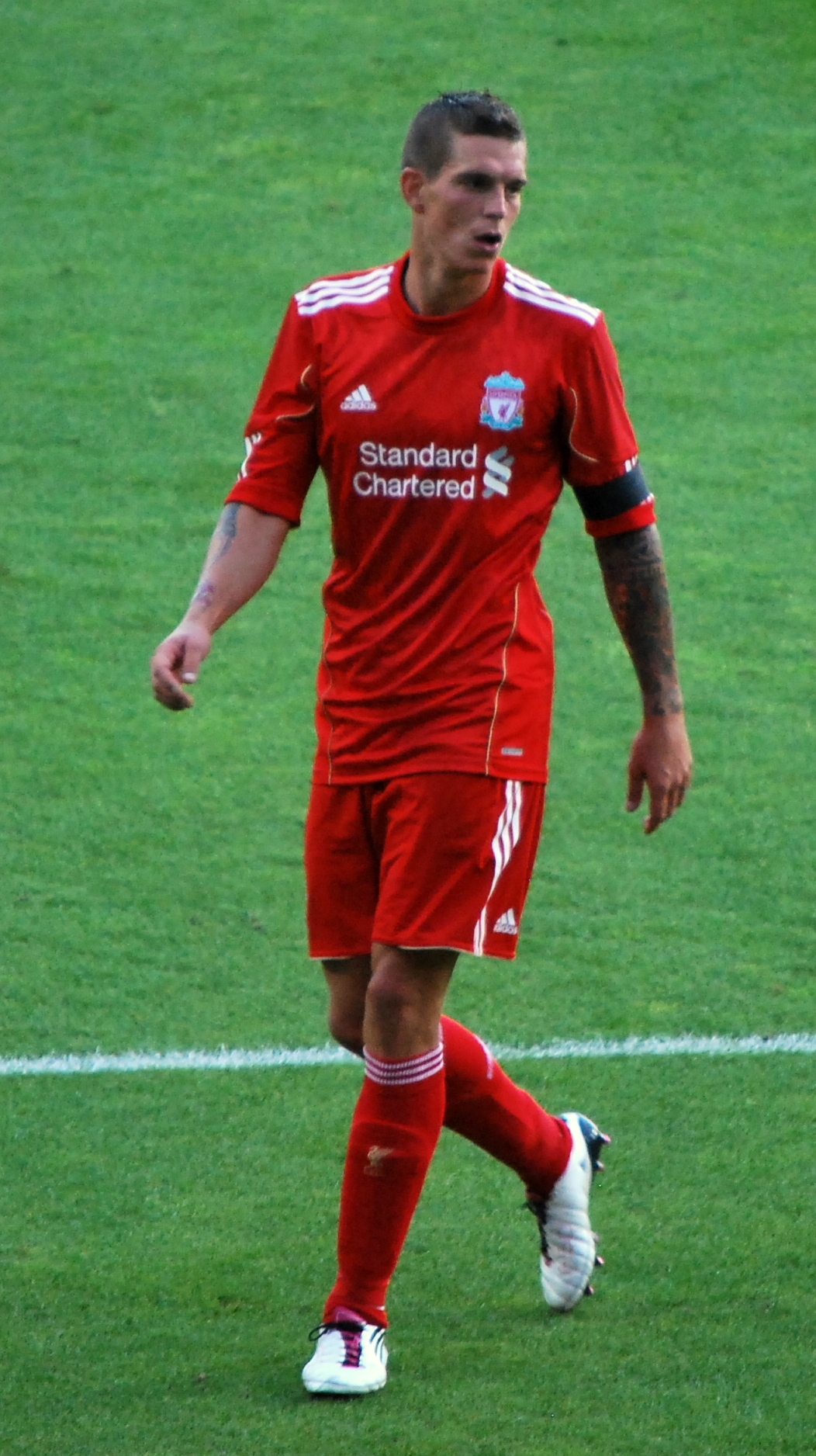
Daniel Agger v dresu Liverpoolu (2011)

Když se trvale prosadil do reprezentační sestavy, přišlo na začátku sezóny 2005/06 zranění, které ho vyřadilo ze hry až do konce roku. Přesto byl v prosinci 2005 oceněn "talentem roku", tentokrát však celého dánského sportu.

V lednu 2006 Aggera koupil Liverpool FC za 5,8 milionů liber. Agger se tak stal nejdražším dánským hráčem, kterého kdy koupil zahraniční tým. Zároveň byl až do léta 2009, kdy Liverpool zakoupil Glena Johnsona, nejdražším obráncem v historii týmu z Anfield Road.
První půlrok v Anglii byl pro Aggera ve znamení zranění. Až v sezoně 2006/07 dostal více prostoru, ale místo v základní sestavě zaručeno neměl, protože o 2 stoperská místa se prali ještě další 2 hráči - Jamie Carragher a Sami Hyypiä. Svoji první branku za Liverpool vsítil v srpnu 2006 do sítě West Hamu, když bez zájmu protihráčů prošel celé hřiště a dělovkou z více než třiceti metrů rozvlnil síť. Tento střelecký počin vyhlásila britská BBC gólem měsíce a na konci sezóny se stal i liverpoolským gólem roku. Sezonu zakončil ve finále Ligy mistrů, kde Liverpool nestačil na AC Milan.
Agger se na úvod dalšího ročníku vypracoval v důležitého člena základní jedenáctky Liverpoolu, ale v září si ošklivě poranil nárt a jeho místo opět zabral Sami Hyypiä. Aggerovo léčení se protáhlo až do ledna dalšího roku. Když už se zdálo, že by se mohl opět objevit v sestavě, poranil si i druhý nárt a až do konce sezóny si nezahrál.
Na úvod následující sezóny, po téměř roce léčení, se moc do sestavy nedostával, v drtivé většině zápasů byl jen na lavičce. Když byl i z lavice náhradníků přesunut na tribunu, rozproudily se spekulace, že proběhla mezi ním a trenérem Rafaelem Benítezem pře, což však kouč Liverpoolu popřel a navrch ještě nabídl Aggerovi novou smlouvu.
O Aggera se dle tisku zajímaly v zimě 2008 ostatní velkokluby v čele s AC Milan, ale Daniel Agger vábení odolal a na konci ročníku podepsal v Liverpoolu smlouvu, podle které by měl na Anfield Road zůstat alespoň do roku 2014. Do obrany mu přibyla konkurence v podobě slovenského stopera a reprezentanta Martina Škrtela, s nímž ale také v některých zápasech nastupoval v obranné řadě.
Po osmi letech strávených v Liverpoolu se koncem srpna 2014 vrátil do Brøndby IF. Poté, co mu na konci sezóny 2015/16 vypršela v klubu smlouva, se ve 31 letech rozhodl ukončit fotbalovou kariéru.

## Reprezentační kariéra

### Mládežnické reprezentace
Agger nastupoval za dánské mládežnické výběry od kategorie do 20 let. S reprezentací do 21 let se v roce 2006 zúčastnil Mistrovství Evropy hráčů do 21 let, které se konalo v Portugalsku. Dánům se na turnaji příliš nevedlo, se dvěma body skončili po remízách s Itálií (3:3) a Nizozemskem (1:1) a prohře s Ukrajinou (1:2) na poslední čtvrté příčce základní skupiny B. Agger odehrál všechny tři zápasy v základní sestavě.

### A-mužstvo
Za A-mužstvo Dánska debutoval 2. června 2005 při vítězství 1:0 nad domácím Finskem 1:0, Agger odehrál celý svůj premiérový zápas. Následující kvalifikační utkání 8. června proti Albánii nehrál (výhra Finska 3:1), objevil se až 17. října v dalším přátelském střetnutí Dánsko–Anglie, které domácí senzačně vyhráli 4:1, Agger hrál opět celý zápas a předvedl kvalitní výkon, když dokázal vymazat ze hřiště soupeřovy útočníky v čele s Waynem Rooneym.
Nastoupil i v kvalifikaci na MS 2014. Hrál např. v utkání s Českou republikou na Andrově stadionu v Olomouci 22. března 2013, kde Dánsko porazilo ČR 3:0. 26. března 2013 zařídil jedním gólem remízu 1:1 s hostujícím Bulharskem. Dánsko získalo z 5 zápasů jen 6 bodů a kleslo na čtvrté místo za Českou republiku. 10. září 2013 vstřelil vítězný gól z pokutového kopu v kvalifikačním utkání proti domácí Arménii, Dánsko zvítězilo 1:0 a uchovalo si naději na postup do baráže o Mistrovství světa 2014 v Brazílii. Přes výhru 6:0 v závěrečném kvalifikačním utkání s Maltou (kde vstřelil dvě branky) se Dánsko do baráže nedostalo, přestože obsadilo konečnou 2. příčku ve skupině (bylo nejhorší ze všech druhých týmů). Celkem v kvalifikační skupině B Agger nastřílel 4 góly.

#### Mistrovství světa 2010
Agger se zúčastnil Mistrovství světa 2010 v Jihoafrické republice, kde se Dánsko utkalo v základní skupině E postupně s Nizozemskem (14. června, prohra 0:2), Kamerunem (19. června, výhra 2:1) a Japonskem (24. června, prohra 1:3). Daniel nastoupil ve všech utkáních v základní sestavě, proti Nizozemsku si dal vlastní gól. Dánsko skončilo se třemi body na nepostupovém třetím místě tabulky a se světovým šampionátem se rozloučilo.

#### EURO 2012
Daniel hrál i na Euru 2012, kde se Dánsko střetlo v základní skupině B („skupina smrti“ - nejtěžší základní skupina na turnaji) postupně s Nizozemskem (9. června, výhra 1:0), Portugalskem (13. června, prohra 2:3) a Německem (17. června, prohra 1:2). Agger odehrál všechna tři utkání s kapitánskou páskou v základní sestavě, Dánsko získalo 3 body a umístilo se na třetí příčce, což na postup do čtvrtfinále nestačilo.

### Reprezentační góly
Góly Michael Daniela Aggera v A-mužstvu Dánska
| 010                 | 7. 9. 2005   | Parken, Kodaň, Dánsko             | Gruzie    | 03:1 0(43.) | 6:1   | kvalifikace na MS 2006   |
| 02                  | 2. 6. 2007   | Parken, Kodaň, Dánsko             | Švédsko   | 01:3 0(34.) | kont. | kvalifikace na EURO 2008 |
| 03                  | 11. 10. 2008 | Parken, Kodaň, Dánsko             | Malta     | 02:0 0(29.) | 3:0   | kvalifikace na MS 2010   |
| 04                  | 9. 2. 2011   | Parken, Kodaň, Dánsko             | Anglie    | 01:0 0(8.)  | 1:2   | přátelský zápas          |
| 05                  | 15. 11. 2011 | Blue Water Arena, Esbjerg, Dánsko | Finsko    | 01:1 0(57.) | 2:1   | přátelský zápas          |
| 06                  | 2. 6. 2012   | Parken, Kodaň, Dánsko             | Austrálie | 01:0 0(32.) | 2:0   | přátelský zápas          |
| 07                  | 26. 3. 2013  | Parken, Kodaň, Dánsko             | Bulharsko | 01:1 0(63.) | 1:1   | kvalifikace na MS 2014   |
| 08                  | 10. 9. 2013  | Stadion Hrazdan, Jerevan, Arménie | Arménie   | 00:1 0(73.) | 0:1   | kvalifikace na MS 2014   |
| 09                  | 15. 10. 2013 | Parken, Kodaň, Dánsko             | Malta     | 02:0 0(11.) | 6:0   | kvalifikace na MS 2014   |
| 10                  | 15. 10. 2013 | Parken, Kodaň, Dánsko             | Malta     | 04:0 0(39.) | 6:0   | kvalifikace na MS 2014   |
| 11                  | 28. 5. 2014  | Parken, Kodaň, Dánsko             | Švédsko   | 01:0 0(90.) | 1:0   | přátelský zápas          |
| Platí k 30. 8. 2014 |              |                                   |           |             |       |                          |

## Osobní život
Agger je znám díky svému rozsáhlému tetování po celém těle. Kromě jiného má na hrudi vytetována jména jeho sestry a bratra.

Jeho bratranec Nicolaj Agger je také fotbalista. 8. května 2009 se Danielovi narodil první syn.

## Úspěchy

### Klubové
Brøndby IF
- 1× Dánský fotbalový pohár (2005)
- 1× Superligaen (2004/05)

Liverpool FC
- 1× FA Cup (2006)
- 1× Community Shield (2006)
- 2007: finále Ligy mistrů
- 1× Carling Cup (2012)

### Individuální
- DBU's Talentpris 2005: Talent roku v Dánsku (kategorie do 21 let)[30]
- Fotbalista roku v Dánsku: 2007, 2012 [31][32]